# ゆゆ式
『ゆゆ式』（ゆゆしき、YUYUSHIKI）は、三上小又による日本の4コマ漫画作品。芳文社の月刊4コマ漫画雑誌『まんがタイムきらら』2008年2月号にゲスト掲載された後、同年4月号より連載されている。ゆずこ、唯、縁の3人が繰り広げるまったりとした学園生活を描いたゆとり系4コマ作品となっている。ゆゆ式の発音は、「由々しき事態」と同じイントネーションとのことである。
2012年8月にテレビアニメ化が発表され、2013年4月から6月まで放送された。2017年2月22日にOVAが発売された。
2019年1月26日に公開された作者のインタビューによると、「ループ時空」を回避するために交友関係もリセットされる。また、雑誌発売時の季節感を捉えた上で2年生の話を描き続けたいとのことである。

## あらすじ
大の仲良しである野々原ゆずこ、櫟井唯、日向縁の3人組は、高校生になっても変わらず友情をはぐくんでいた。その3人は、通っている女子高校に「情報処理部」という部活動があることを知り、そこに参加する。3人が行う情報処理部の活動内容とは、パソコン2台とホワイトボード1台の部室で気になった単語をインターネットで検索し、それで得た情報や知識を題材にしたとりとめのない雑談から得られた彼女たちなりの教訓を、ホワイトボードに記入するというもの。部活動のほかにも、優しい教師との触れ合い、新しい友人たちとの出会いなどを通じ、3人はまったりとにぎやかな学校生活を送ってゆくこととなる。

## 登場人物

### 主要人物
野々原 ゆずこ（ののはら ゆずこ）
声 - 大久保瑠美
誕生日 - 3月24日 / 血液型 - A型 / 身長 - 149cm
本作の主人公の1人。高校1年生で、後に進級。情報処理部の部員の1人。姉が1人いる。
天真爛漫な性格で元気で無邪気な少女。いたずら好きでよく唯にしており、また奇妙な言動や発想も多い。しかし、成績は優秀で、時々急に真面目になることもある。
一応メガネを持っているが、「頭よさそうに見られたらイヤ」という理由で普段はかけていない。
軽音楽部や美術部からギターやデッサン人形を借りるなど、学校内での顔は広い様子。
貧乳を若干気にしている描写がある。猫が大好きだが、巨乳の猫がいたら「好きになれない」らしい。
日向 縁（ひなた ゆかり）
声 - 種田梨沙
誕生日 - 11月11日 / 血液型 - O型 / 身長 - 156cm
本作の主人公の1人。情報処理部の部員の1人で、部長。栄太という兄がいる。
家はお金持ち。天然でほんわかとしているが、時々勘が鋭いこともある。
唯とは幼馴染で、小学2年生の遠足の時に、唯からお菓子をもらったことがきっかけで仲良くなる。
親戚のおじさんに囲まれているからか、古いネタを放つこともあり、その際にはゆずこと唯には理解されないことが多い。
ゆずこのテンションに便乗して、時々唯にいたずらをすることもある。
ゆずこのボケや唯のツッコミにはしょっちゅう大笑いしており、ギャグ顔になる時にはゆずこ、唯とは異なり太い縦糸目になっている。
櫟井 唯（いちい ゆい）
声 - 津田美波
誕生日 - 5月1日 / 血液型 - A型 / 身長 - 160cm / 口癖 - 「アホッ!!」
本作の主人公の1人。情報処理部の部員の1人。一人っ子。
情報処理部の部員3人の中では一番の常識人でしっかり者。サバサバとした性格で言動もやや男性的であり、毎回暴走しがちなゆずこと天然な縁に対するツッコミ役でもある。高校2年から胸が急成長している。
ゆずこにはよくいたずらをされ、その仕返しに叩くなどのお仕置きをすることが多い。時々縁にもいたずらをされることがあるが、縁に手を出すことは少ない。
小学2年生の遠足の時に、縁にお菓子をあげたことがきっかけで縁と仲良くなる。金持ちで金銭感覚の緩い縁が小さい頃から身近にいたためか、お金に関することには厳しい。
父親の名前は「かずあき」、母親は「みか」（いずれも漢字は不明）。

### その他のキャラクター
相川 千穂（あいかわ ちほ）
声 - 茅野愛衣
誕生日 - 8月10日
ゆずこたちのクラスメイトで、クラス委員長。巨乳。おっとり・癒やし系キャラ。
入学式の時に話をして以来、唯に対しては憧れに近い感情を抱いている。普段は佳とふみの3人で行動していることが多い。
奇妙な言動が目立つゆずこと天然な縁の2人が苦手であったらしく、唯が一人の時にしか話しかけてこなかったが、本屋でゆずこと会った後は親しくなった。ゆずこからは親密度が上がってからは「あいちゃん」もしくは「あいちん」と呼ばれるようになった。
家では面倒くさがりな方で、親から「ちゃんと委員長やれてるの？」と疑問に思われている。
岡野 佳（おかの けい）
声 - 潘めぐみ
誕生日 - 8月1日
ゆずこたちのクラスメイト。千穂の友達。友人からは「岡ちー」と呼ばれている。弟と妹がいる。
唯に千穂をとられるのではないかとライバル視しているが、買い物をしていて所持金が足りなかった時に唯がお金を貸してくれたことがキッカケで「ライバルだが良いやつ」と知って見直し、それから唯とは日常的にメールを交わす仲になった。
帰宅部であるが、情報処理部の活動に参加することもある。
長谷川 ふみ（はせがわ ふみ）
声 - 清水茉菜
誕生日 - 1月25日
ゆずこたちのクラスメイト。千穂の友達。バドミントン部に所属している。ゆずこと千穂からは「ふみおちゃん」と呼ばれている。
一見ボーッとしているように見えるが、実は周りの様子をよく見ており、ゆずこたち会話を千穂に伝えて話題に参加できるようにしたりしている。
いたずらっ子の気がある。佳相手に容赦ないボケをかましてはツッコまれる。
松本 頼子（まつもと よりこ）
声 - 堀江由衣
誕生日 - 4月14日
ゆずこたちが通っている学校の女性英語教師で、情報処理部の顧問も務めている。巨乳。身長164センチ。一人暮らしをしている。
温厚で人当たりのいい性格であり基本的に笑顔の絶えない人であり、ゆずこたちが所属する情報処理部の3人とは半ば同世代の友人のように接している。
ゆずこと縁からは「お母さん」「お母さん先生」と呼ばれて、色々な意味で憧れの対象となっている。当初は嫌がっていたが、後に他の生徒たちからも呼ばれていくうちに複雑な感情を抱きつつも生徒たちが「可愛く見えてきた」らしい。母性本能溢れる包容力と面倒見の良さも見られる。
ゆずこたち情報処理部の「まとめ」を見るのが楽しみになっている。
ゆずこたちのノリについていけないことが多い。怖いこととびっくりすること、虫や爬虫類が苦手。
部の備品であるパソコンを1台、自宅に持ち帰っているが、返すという考えはない様子。

## 主な舞台
情報処理部
ゆずこたちが通っている女子高にある部活動で、部員はゆずこ、縁、唯の3人。部長は縁で、顧問は松本頼子。
かつてはパソコンを用いた研修で就職活動をサポートするための部だったが、現在は部員が思いついた（話の流れで出てきた）テーマをインターネットで調べるだけの部活動になっている。顧問の松本先生も厳しくなく新入部員もいないため、3人のまったりとした活動が続いている。
調べ物をした後は、ホワイトボードに適当に「まとめ」を書くのが習慣になっている。

## 書誌情報
書籍は全て芳文社より「まんがタイムKRコミックス」として刊行されている。

### 単行本
カバー下にはオマケの4コマ漫画が裏表で各1本ずつ（2巻と3巻は2本ずつ）収録されている。
第2巻以降では各話3ページ目の柱（ページ端の縦長の余白部分）にて、ゆずこ・唯・縁の3人への一問一答（柱コメント）が書かれている。第1巻の柱コメントは第2巻の巻末に収録されている。
巻末の作者あとがき欄にはキャラクターの昼寝シーンが描かれている。
| 巻数 | タイトル  | 初版発行日（発売日）       | ISBN              |
| ---- | --------- | -------------------------- | ----------------- |
| 1    | ゆゆ式 1  | 2009年4月10日（3月26日）   | 978-4-8322-7794-6 |
| 2    | ゆゆ式 2  | 2010年3月15日（2月27日）   | 978-4-8322-7892-9 |
| 3    | ゆゆ式 3  | 2011年4月10日（3月26日）   | 978-4-8322-4006-3 |
| 4    | ゆゆ式 4  | 2012年4月11日（3月27日）   | 978-4-8322-4126-8 |
| 5    | ゆゆ式 5  | 2013年5月11日（4月26日）   | 978-4-8322-4287-6 |
| 6    | ゆゆ式 6  | 2014年6月11日（5月27日）   | 978-4-8322-4442-9 |
| 7    | ゆゆ式 7  | 2015年6月11日（5月27日）   | 978-4-8322-4570-9 |
| 8    | ゆゆ式 8  | 2016年7月12日（6月27日）   | 978-4-8322-4708-6 |
| 9    | ゆゆ式 9  | 2017年9月10日（8月26日）   | 978-4-8322-4865-6 |
| 10   | ゆゆ式 10 | 2019年2月9日（1月25日）    | 978-4-8322-7061-9 |
| 11   | ゆゆ式 11 | 2020年9月11日（8月27日）   | 978-4-8322-7208-8 |
| 12   | ゆゆ式 12 | 2021年12月11日（11月26日） | 978-4-8322-7321-4 |
| 13   | ゆゆ式 13 | 2023年4月11日（3月27日）   | 978-4-8322-7446-4 |
| 14   | ゆゆ式 14 | 2024年8月9日（7月25日）    | 978-4-8322-9561-2 |

### アンソロジー
原作は4コマ漫画だが、こちらはストーリーアンソロジーコミックとなっている。
| 初版発行日・発売日                                  | ISBN              | 参加者 |
| --------------------------------------------------- | ----------------- | --- |
| 2013年5月11日（初版発行日） 2013年4月26日（発売日） | 978-4-8322-4294-4 | - 三上小又 - かきふらい - 茶菓山しん太 - 津留崎優 - るい・たまち - みじんこうか - 得能正太郎 - 種田優太 - 矢澤おけ - 茶麻 - 鈴城芹 - 筋肉☆太郎 - Anmi - あどべんちゃら - 武シノブ - 井上かーく - 青田めい - ハトポポコ - ねこみんと - 枕辺しょーま - ぼるぴっか |

### ファンブック
ゆゆ式 一式
キャラクター紹介や柱コメント、単行本の特典絵などがまとめられたファンブック。後半には三上小又インタビューが収録されている。テレビアニメ版の放送終了と同時期に発売されているが、そのファンブックではなく原作をクローズアップしたファンブックである。
| タイトル                          | 初版発行日（発売日）         | ISBN              |
| --------------------------------- | ---------------------------- | ----------------- |
| ゆゆ式 一式〜ゆゆ式ファンブック〜 | 2013年7月12日（6月27日[16]） | 978-4-8322-4317-0 |

### ドラマCD
『If you want to be happy, be.』のタイトルでRONDO ROBEから発売。2013年12月に開催されたコミックマーケットにおいて先行発売された後、2014年3月27日よりアニメイト限定で発売された。声優陣はテレビアニメと同一。

## アニメ
|                               | テレビアニメ                                   | OVA                                                                   |
| ----------------------------- | ---------------------------------------------- | --------------------------------------------------------------------- |
| 原作                          | 三上小又 (芳文社『まんがタイムきらら』連載)    | 三上小又 (芳文社『まんがタイムきらら』連載)                           |
| 監督                          | かおり                                         | かおり                                                                |
| シリーズ構成                  | 高橋ナツコ                                     | -                                                                     |
| キャラクターデザイン          | 田畑壽之                                       | 伊藤晋之                                                              |
| プロップデザイン              | まじろ、田畑壽之、かおり                       | まじろ、田畑壽之                                                      |
| 美術監督                      | 加藤浩（ととにゃん）                           | 菱沼由典                                                              |
| 美術設定                      | 加藤浩（ととにゃん）                           | 加藤浩（ととにゃん）                                                  |
| 色彩設計                      | 水田信子                                       | 水田信子                                                              |
| 撮影監督                      | 若林優（T2studio）                             | 若林優（T2studio）                                                    |
| 編集                          | 須藤瞳（REAL-T）                               | 須藤瞳（REAL-T）                                                      |
| 音響監督                      | 明田川仁                                       | 明田川仁                                                              |
| 音楽                          | sakai asuka                                    | sakai asuka                                                           |
| 音楽統括 プロデューサー       | 加藤和宏 a.k.a. DJ UTO （EXIT TUNES）          | -                                                                     |
| 音楽プロデューサー            | 杉本和貴（EXIT TUNES） 前田義和（EXIT TUNES）  | 川口真司                                                              |
| 音楽制作                      | EXIT TUNES                                     | NBCユニバーサル・ エンターテイメントジャパン                          |
| 企画                          | 林裕之、孝壽尚志 加藤和宏、臼井久人 小笠原宗紀 | 田中信作、孝壽尚志 村田嘉邦、長谷川巽 高橋和也、山崎明日香 小笠原宗紀 |
| プロデューサー                | 小倉充俊 小林宏之 山崎史紀                     | 小倉充俊、小林宏之 山崎史紀、兼光一博 岩崎卓、礒谷徳知                |
| アニメーション プロデューサー | 小笠原宗紀                                     | 小笠原宗紀                                                            |
| アニメーション制作            | キネマシトラス                                 | キネマシトラス                                                        |
| アニメーション 企画・制作協力 | -                                              | アイオウプラス                                                        |
| 製作                          | ゆゆ式情報処理部                               | ゆゆ式SP情報処理部                                                    |

2013年4月から6月にかけ、独立局ほかにて放送された。エグジットチューンズが製作に関与した初のアニメ作品である。また、キネマシトラスが『CØDE:BREAKER』（2012年10月から12月まで放送）に続いてアニメーション制作を担当した作品でもあり、秋谷有紀恵（同作ではキャラクターデザイン・総作画監督を担当）やかおり（同作では演出を担当）など、同作に参加していたアニメーターや演出家が本作にも多数参加している。
公式サイトでは『きんいろモザイク』（『まんがタイムきららMAX』連載、2013年7月 - 9月にテレビアニメを放映）とのコラボレーションのエイプリルフール企画として、キャラクターの入れ替えが行なわれた。また、同作のテレビアニメ第6話では雑誌『アニメタイムきらら』の巻中特集という形で本作が登場し、エンディングにも製作委員会の「ゆゆ式情報処理部」が協力としてクレジットされた。
2014年6月22日には、2013年から2014年にかけてアニメ化された『まんがタイムきらら』の作品群を出展するイベント『まんがタイムきららフェスタ』へ本作も出展され、主要声優陣が登壇した。イベントについてはまんがタイムきららフェスタを参照。
2016年1月12日（1月11日深夜）からBS11で再放送された際、エンドカードが全話一新された。
2016年3月26日に開催された『AnimeJapan2016』のステージイベント『ハロー!!きんいろモザイク&ゆゆ式 合同同窓会』にてスペシャルエピソードの製作が発表され、2017年2月22日にOVAとして発売された。OVAではキャラクターデザインが変更され、より原作に近いタッチとなった。

### 主題歌
テレビアニメ
オープニングテーマ「せーのっ!」
作詞・作曲 - ふわりP / 歌 - 情報処理部（大久保瑠美、種田梨沙、津田美波）
エンディングテーマ「Affection」
作詞 - mitsu / 作曲・編曲 - Another Infinity（Ryu☆、Starving Trancer） / 歌 - Mayumi Morinaga
イメージソング「セツナイロ」
作詞 - mitsu / 作曲 - Another Infinity（Ryu☆、Starving Trancer） / 歌 - 情報処理部（大久保瑠美、種田梨沙、津田美波）
上記3曲を収録して2013年4月17日に発売されたシングル「せーのっ！」は、同年4月29日付のオリコン週間ランキングで初登場第20位を獲得している。
OVA
オープニングテーマ「きらめきっ！の日」
作詞・作曲・編曲 - ふわりP / 歌 - 情報処理部（大久保瑠美、種田梨沙、津田美波）
エンディングテーマ「青空のつくりかた」
作詞・作曲・編曲 - まふまふ / 歌 - 情報処理部（大久保瑠美、種田梨沙、津田美波）

### 各話リスト
| 話数 | サブタイトル              | 脚本                    | 絵コンテ        | 演出            | 作画監督                                  | 総作画監督          | 初放送日                  |
| ---- | ------------------------- | ----------------------- | --------------- | --------------- | ----------------------------------------- | ------------------- | ------------------------- |
| 1    | 高校生になりました        | 高橋ナツコ              | かおり          | 橘正紀          | まじろ                                    | 田畑壽之            | 2013年 4月10日            |
| 2    | 情報処理部                | 高橋ナツコ              | 小島正幸        | 小島正幸        | 松尾亜希子                                | 田畑壽之 秋谷有紀恵 | 4月17日                   |
| 3    | 夏休みじゃーい！          | ピエール杉浦 高橋ナツコ | 博史池畠        | 博史池畠        | 小嶋ケイ祐                                | 田畑壽之 秋谷有紀恵 | 4月24日                   |
| 4    | いいんちょう              | ハラダサヤカ 高橋ナツコ | 小島正幸        | 孫承希          | 長谷部敦志 野崎麗子                       | 田畑壽之 秋谷有紀恵 | 5月1日                    |
| 5    | 唯と縁 とゆずこ           | 高橋ナツコ              | 小島正幸        | 橘正紀          | 野崎麗子 大下久馬                         | 田畑壽之 秋谷有紀恵 | 5月8日                    |
| 6    | 初雪なべ                  | 平見瞠 高橋ナツコ       | 橘正紀          | 北川隆之        | 小嶋ケイ祐                                | 田畑壽之 秋谷有紀恵 | 5月15日                   |
| 7    | 3学期っ！                 | ピエール杉浦            | 博史池畠        | 博史池畠        | まじろ                                    | 田畑壽之 秋谷有紀恵 | 5月22日                   |
| 8    | 2年生になりました         | 高橋ナツコ              | 孫承希          | 孫承希          | 長谷部敦志 松尾亜希子                     | 田畑壽之 秋谷有紀恵 | 5月29日                   |
| 9    | まじゃりんこ              | ハラダサヤカ            | 博史池畠        | 博史池畠        | 沈宏                                      | 田畑壽之 秋谷有紀恵 | 6月5日                    |
| 10   | 楽しいから                | かおり                  | かおり          | 小島正幸        | まじろ 小嶋ケイ祐 牙威格斗                | 田畑壽之 秋谷有紀恵 | 6月12日                   |
| 11   | こーゆー時間              | 高橋ナツコ              | 小島正幸        | 孫承希 北川隆之 | 実原登 山内則康 大下久馬                  | 田畑壽之 秋谷有紀恵 | 6月19日                   |
| 12   | ノーイベント グッドライフ | 高橋ナツコ              | 小島正幸 かおり | かおり          | 田畑壽之 秋谷有紀恵 長谷部敦志 松尾亜希子 | -                   | 6月26日                   |
| OVA  | 困らせたり、困らされたり  | ゆゆ式文芸部            | かおり          | かおり          | 松尾亜希子 伊藤晋之                       | 伊藤晋之            | 2017年 2月22日 （発売日） |

### 放送局
| 放送期間                | 放送時間                     | 放送局       | 対象地域 | 備考                      |
| ----------------------- | ---------------------------- | ------------ | -------- | ------------------------- |
| 2013年4月10日 - 6月26日 | 水曜 0:30 - 1:00（火曜深夜） | TOKYO MX     | 東京都   |                           |
|                         |                              | サンテレビ   | 兵庫県   |                           |
|                         | 水曜 1:00 - 1:30（木曜深夜） | KBS京都      | 京都府   |                           |
|                         | 水曜 1:30 - 2:00（木曜深夜） | テレビ神奈川 | 神奈川県 |                           |
|                         | 水曜 1:35 - 2:05（火曜深夜） | テレビ愛知   | 愛知県   |                           |
|                         | 水曜 21:30 - 22:00           | AT-X         | 日本全域 | CS放送 / リピート放送あり |
| 2013年4月11日 - 6月27日 | 木曜 0:00 - 0:30（水曜深夜） | BS11         | 日本全域 | BS放送 / 『ANIME+』枠     |

| 配信開始日                               | 配信時間           | 配信サイト                   |
| ---------------------------------------- | ------------------ | ---------------------------- |
| 2013年4月11日 - 6月27日                  | バンダイチャンネル | 木曜 12:00 更新              |
| 2013年4月12日 - 6月28日                  | ニコニコ生放送     | 金曜 0:00 - 0:30（木曜深夜） |
|                                          | ニコニコチャンネル | 金曜 0:30（木曜深夜） 更新   |
| 配信版はエンドカードがカットされている。 |                    |                              |

### 関連商品

#### Blu-ray / DVD
| 巻           | 発売日         | 収録話                              | 規格品番           | 規格品番       | 規格品番  |
| 巻           | 発売日         | 収録話                              | Blu-ray 初回限定版 | Blu-ray 通常版 | DVD通常版 |
| ------------ | -------------- | ----------------------------------- | ------------------ | -------------- | --------- |
| 1            | 2013年5月29日  | 第1話 - 第2話                       | GNXA-1521          | GNXA-1531      | GNBA-2101 |
| 2            | 2013年6月26日  | 第3話 - 第4話                       | GNXA-1522          | GNXA-1532      | GNBA-2102 |
| 3            | 2013年7月24日  | 第5話 - 第6話                       | GNXA-1523          | GNXA-1533      | GNBA-2103 |
| 4            | 2013年8月28日  | 第7話 - 第8話                       | GNXA-1524          | GNXA-1534      | GNBA-2104 |
| 5            | 2013年9月25日  | 第9話 - 第10話                      | GNXA-1525          | GNXA-1535      | GNBA-2105 |
| 6            | 2013年10月23日 | 第11話 - 第12話                     | GNXA-1526          | GNXA-1536      | GNBA-2106 |
| BOX          | 2015年11月26日 | 第1話 - 第12話                      | GNXA-1527          | -              | -         |
| OVA          | 2017年2月22日  | スペシャルエピソード                | GNXA-1537          | -              | GNBA-2107 |
| BOX （再版） | 2021年3月24日  | 第1話 - 第12話 スペシャルエピソード | GNXA-1540          | -              | -         |

#### CD
| 発売日        | タイトル                                                   | 規格品番   | 規格品番   |
| 発売日        | タイトル                                                   | 初回限定盤 | 通常盤     |
| ------------- | ---------------------------------------------------------- | ---------- | ---------- |
| 2013年4月17日 | せーのっ!                                                  | QWCE-00274 | QWCE-00275 |
| 2013年7月17日 | ゆゆ式 キャラクターソングアルバム いちげんめ！             | QWCE-00287 | QWCE-00294 |
| 2013年7月17日 | ゆゆ式 オリジナルサウンドトラック Feeling good (nice) wind | -          | QWCE-00295 |
| 2015年2月4日  | ゆゆ式 キャラクターソング にげんめ！ 野々原ゆずこ編        | -          | QWCE-00420 |
| 2015年3月4日  | ゆゆ式 キャラクターソング さんげんめ！ 日向縁編            | -          | QWCE-00435 |
| 2015年4月1日  | ゆゆ式 キャラクターソング よんげんめ！ 櫟井唯編            | -          | QWCE-00449 |
| 2017年2月8日  | OVA「ゆゆ式」OP&EDテーマ                                   | -          | GNCA-0443  |
| 2017年3月24日 | OVA「ゆゆ式」キャラクターソングアルバム                    | -          | GNCA-1493  |

#### ファンブック（テレビアニメ）
ゆゆ式 TVアニメ公式ガイドブック 〜情報処理部のライフログ〜
テレビアニメ版のガイドブック。各声優インタビューやスタッフインタビュー、設定資料やイラストなどが収録されている。
| タイトル                                                   | 初版発行日（発売日）      | ISBN              |
| ---------------------------------------------------------- | ------------------------- | ----------------- |
| ゆゆ式 TVアニメ公式ガイドブック 〜情報処理部のライフログ〜 | 2013年10月12日（9月27日） | 978-4-8322-4343-9 |

## ゲーム
jubeat plus
コナミデジタルエンタテインメントの音楽ゲーム。
2013年10月28日から「ゆゆ式 pack」が配信され、ゆゆ式の関連楽曲がプレイ可能。
REFLEC BEAT plus
コナミデジタルエンタテインメントの音楽ゲーム。
2013年10月28日から「ゆゆ式 PACK」が配信され、ゆゆ式の関連楽曲がプレイ可能。
きららファンタジア
2017年12月11日リリースのiOS / Android向けアプリゲーム。
「まんがタイムきらら」シリーズの各作品が共演するロールプレイングゲームで、『ゆゆ式』からも数名のキャラクターが登場している。
リリース時にゆずこ、唯、縁、千穂、頼子の5人が参戦し、その後2018年5月23日にふみ、同年9月12日に佳が追加参戦した。

## タイアップ
叡山電鉄
コミックス第13巻発売を記念して2023年4月1日から10月15日まで、本作のヘッドマークを掲出したデオ720形電車の運行、コラボポスターの掲出などのイベントを実施。